# Campionati europei di concorso completo
I campionati europei di concorso completo (FEI European Eventing Championships), sono un campionato continentale organizzato, con cadenza biennale, dalla Fédération équestre internationale sin dal 1953.
Per i cavalieri più giovani esistono campionati europei a cadenza annuale così suddivisi in base alla fascia di età:
- Young Riders: 16-21
- Junior: 14-18
- Pony Riders: 12-16

## Albo d'oro

### Completo individuale Senior
| Anno | Località           | Oro                                        | Argento                                  | Bronzo                             |
| 1953 | Badminton          | Lawrence Rook                              | Frank Weldon                             | Hans Schwarzenbach                 |
| 1954 | Basilea            | Albert Hill                                | Frank Weldon                             | Lawrence Rook                      |
| 1955 | Windsor            | Frank Weldon                               | John Oram                                | Albert Hill                        |
| 1957 | Copenaghen         | Sheila Wilcox                              | August Lütke-Westhüs                     | Jonas Lindgren                     |
| 1959 | Harewood           | Hans Schwarzenbach                         | Frank Weldon                             | Derek Allhusen                     |
| 1962 | Burghley           | James Templer                              | German Gaslumov                          | Jane Wykeham-Musgrave              |
| 1965 | Mosca              | Marian Babirecki                           | Lev Baklyžkin                            | Horst Karsten                      |
| 1967 | Punchestown        | Eddie Boylan                               | Martin Whiteley                          | Derek Allhusen                     |
| 1969 | Le Pin-au-Haras    | Mary Gordon-Watson                         | Richard Walker                           | Bernd Messmann                     |
| 1971 | Burghley           | Principessa Anna                           | Debbie West                              | Stewart Stevens                    |
| 1973 | Kiev               | Aleksandr Evdokimov                        | Herbert Blöcker                          | Karsten Horst                      |
| 1975 | Luhmühlen          | Lucinda Green                              | Principessa Anna                         | Pëtr Gornuško                      |
| 1977 | Burghley           | Lucinda Green                              | Karl Schultz                             | Karsten Horst                      |
| 1979 | Luhmühlen          | Nils Hagensen                              | Rachel Bayliss                           | Rüdiger Schwarz                    |
| 1981 | Horsens            | Hansueli Schmutz                           | Helmut Rethemeier                        | Brian McSweeney                    |
| 1983 | Frauenfeld         | Rachel Bayliss                             | Lucinda Green                            | Christian Persson                  |
| 1985 | Burghley           | Virginia Leng                              | Lorna Clarke                             | Ian Stark                          |
| 1987 | Luhmühlen          | Virginia Leng                              | Ian Stark                                | Claus Erhorn                       |
| 1989 | Burghley           | Virginia Leng                              | Jane Thelwall                            | Lorna Clarke                       |
| 1991 | Punchestown        | Ian Stark su Glenburnie                    | Richard Walker su Jacana                 | Karen Straker su Get Smart         |
| 1993 | Achselschwang      | Jean-Louis Bigot su Twist La Beige         | Kristina Gifford su Song and Dance Man   | Eddy Stibbe su Bahlua              |
| 1995 | Pratoni del Vivaro | Lucy Thompson su Welton Romance            | Marie-Christine Duroy su Ut Du Placineau | Mary King su King William          |
| 1997 | Burghley           | Bettina Overesch-Böker su Watermill Stream | William Fox-Pitt su Cosmopolitan II      | Kristina Gifford su General Jock   |
| 1999 | Luhmühlen          | Pippa Funnell su Supreme Rock              | Linda Algotsson su Stand By Me           | Paula Törnqvist su Monaghan        |
| 2001 | Pau                | Pippa Funnell su Supreme Rock              | Imken Johansen suBrilliante              | Enrique Sarasola su Dope Doux      |
| 2003 | Punchestown        | Nicolas Touzaint su Galan de Sauvagere     | Linda Algotsson su Stand By Me           | Pippa Funnell su Walk On Star      |
| 2005 | Blenheim           | Zara Phillips su Toyton                    | William Fox-Pitt su Tamarillo            | Ingrid Klimke Sleep Late           |
| 2007 | Pratoni del Vivaro | Nicolas Touzaint su Galan de Sauvagere     | Mary King su Call Again Cavalier         | Bettina Hoy su Ringwood Cockatoo   |
| 2009 | Fontainebleau      | Kristina Cook su Miners Frolic             | Piggy French su Some Day Soon            | Michael Jung su Sam                |
| 2011 | Luhmühlen          | Michael Jung su Sam                        | Sandra Auffarth su Opgun Louvo           | Frank Ostholt su Little Paint      |
| 2013 | Malmö              | Michael Jung su Halunke                    | Ingrid Klimke su Escada                  | William Fox-Pitt su Chill Morning  |
| 2015 | Blair Castle       | Michael Jung su Takinou                    | Sandra Auffarth su Opgun Louvo           | Thibaut Vallette su Qing du Briot  |
| 2017 | Strzegom           | Ingrid Klimke su Hale Bob                  | Michael Jung su Rocana                   | Nicola Wilson su Bulana            |
| 2019 | Luhmühlen          | Ingrid Klimke su Hale Bob                  | Michael Jung su Chipmunk                 | Cathal Daniels su Rioghan Rua      |
| 2021 | Avenches           | Nicola Wilson su Dublin                    | Piggy March su Brookfield Innocent       | Sarah Bullimore su Corouet         |
| 2023 | Haras du Pin       | Rosalind Canter su Lordships Graffalo      | Kitty King su Vendredi Biats             | Sandra Auffarth su Viamant du Matz |

### Completo a squadre Senior
| Anno | Località           | Oro | Argento | Bronzo |
| 1953 | Badminton          | Regno Unito Frank Weldon su Kilbarry Reg Hindley su Speculation Bertie Hill su Bambi                                                               | non assegnato | non assegnato |
| 1954 | Basilea            | Regno Unito Bertie Hill su Crispin Frank Weldon su Kilbarry Laurence Rook su Starlight Diana Mason su Tramella                                     | Germania Ovest Wilhelm Büsing su Trux August Lütke-Westhüs su Hubertus Klaus Wagner su Dachs Max Huck su Fockdra von Kamax                                            | non assegnato |
| 1955 | Windsor            | Regno Unito Frank Weldon su Kilbarry Bertie Hill su Countryman Laurence Rook su Starlight Diana Mason su Tramella                                  | Svizzera Anton Bühler su Uranus Hans Bühler su Richard Marc Büchler su Tizian Andrea Zindel su Vae Victis                                                             | non assegnato |
| 1957 | Copenaghen         | Regno Unito Sheila Willcox su High & Mighty Ted Marsh su Wild Venture Derek Allhusen su Laurien Kit Tatham-Warter su Pampas Cat                    | Germania Ovest August Lütke-Westhüs su Franko II Siegfried Dehning su Fechtlanze Reiner Klimke su Lausbub Dieter Fösken                                               | Svezia Jonas Lindgren su Eldorado Evert Petterson su Tom Raid Petrus Kastenman su Illuster K.G. Holm su Air                                                 |
| 1959 | Harewood           | Germania Ovest August Lütke-Westhüs su Franko II Ottokar Pohlmann su Polarfuchs Siegfried Dehning su Fechtlanze Reiner Klimke su Fortunat          | Regno Unito Frank Weldon su Samuel Johnson Derek Allhusen su Laurien Jeremy Beale su Fulmer Folly Sheila Waddington su Airs & Graces                                  | Francia Jéhan Le Roy su Garden Pierre Durand Sr. su Guillano Guy Lefrant su Nicias Hugues Landon su Espionne                                                |
| 1962 | Burghley           | Unione Sovietica German Gazyumov su Granj Pavel Deyev su Satrap Lev Baklyshkin su Khirurg Saybattal Mursalimov                                     | Irlanda Anthony Cameron su Sam Weller Harry Freeman-Jackson su St Finbarr Virginia Freeman-Jackson su Irish Lace Patrick Connolly-Carew su Ballyhoo                   | Regno Unito Frank Weldon su Young Pretender Michael Bullen su Sea Breeze Susan Fleet su The Gladiator Peter Welch su Mister Wilson                          |
| 1965 | Mosca              | Unione Sovietica Valentin Gorelkin Saybattal Mursalimov su Dzhigit Aleksandr Yevdokimov su Padarok Lev Baklyshkin su Evlon                         | Irlanda Penelope Moreton su Loughlin Virginia Freeman-Jackson su Sam Weller Eddie Boylan su Durlas Eile Anthony Cameron su Lough Druid                                | Regno Unito Derek Allhusen su Lochinvar Richard Meade su Barberry Christine Sheppard su Fenjirao Reuben Jones su Master Bernard                             |
| 1967 | Punchestown        | Regno Unito Martin Whitely su The Poacher Derek Allhusen su Lochinvar Reuben Jones su Foxdor Richard Meade su Barberry                             | Irlanda Eddie Boylan su Durlas Eile John Fowler su Dooney Rock Virginia Stanhope su Sam Weller Bill Bill Mullins su March Hawk                                        | Francia Jean-Jacques Guyon su Pitou Daniel Lechevallier su Opera Henri Michel su Ouragan Michel Cochenet su Artaban II                                      |
| 1969 | Haras-du-Pin       | Regno Unito Richard Walker su Pasha Derek Allhusen su Lochinvar Polly Hely-Hutchinson su Count Jasper Reuben Jones su The Poacher                  | Unione Sovietica Yuri Solos su Fat Aleksandr Yevdokimov su Fahrad Kamo Zakarian su Fugus Y. Kepp su Hobot                                                             | Germania Ovest Bernd Messmann su Windspiel Kurt Mergler su Adajio Horst Karsten su Vaibel Otto Ammermann su Alpaca                                          |
| 1971 | Burghley           | Regno Unito Debbie West su Baccarat Richard Meade su The Poacher Mary Gordon-Watson su Cornishman Mark Phillips su Great Ovations                  | Unione Sovietica Sergey Mukhin su Resfeder Vladimir Soroka su Obzor Aleksandr Yevdokimov su Farkhad Yuri Solos su Rashod                                              | Irlanda Bill McLernon su Ballangarry Diana Wilson su Broken Promise William Powell-Harris su Smokey VI Ronnie McMahon su San Carlos                         |
| 1973 | Kiev               | Germania Ovest Herbert Blöcker su Albrant Kurt Mergler su Vaibel Horst Karsten su Sioux Harry Klugmann su El Paso                                  | Unione Sovietica Aleksandr Yevdokimov su Resfeder Vladimir Soroka su Obzor Yuri Salnikov su Bagazh Valentin Gorelkin su Rock                                          | Regno Unito Richard Meade su Wayfarer II Lucinda Prior-Palmer su Be Fair Janet Hodgson su Larkspur Debbie West su Baccarat                                  |
| 1975 | Luhmühlen          | Unione Sovietica Pyotr Gornushko su Gusar Viktor Kalinin su Araks Vladimir Lanyugin su Reflex Vladimir Tishkin su Flot                             | Regno Unito Lucinda Prior-Palmer su Be Fair The Princess Anne su Goodwill Sue Hatherly su Harley Janet Hodgson su Larkspur                                            | Germania Ovest Kurt Mergler su Vaibel Herbert Blöcker su Albrant Harry Klugmann su Veberod Horst Karsten su Sioux                                           |
| 1977 | Burghley           | Regno Unito Lucinda Prior-Palmer su George Jane Holderness-Roddam su Warrior Christopher Collins su Smokey VI Clarissa Strachan su Merry Sovereign | Germania Ovest Karl Schultz su Madrigal Horst Karsten su Sioux Hanna Huppelsberg-Zwöck su Akzent Harry Klugmann su El Paso                                            | Irlanda John Watson su Cambridge Blue Eric Horgan su Pontoon Patsy Maher su Ballagarry Norman van de Vater su Blue Tom Tit                                  |
| 1979 | Luhmühlen          | Irlanda John Watson su Cambridge Blue David Foster su Inis Mean Alan Lillingston su Seven Up Helen Cantillon su Wing Forward                       | Regno Unito Clarissa Strachan su Warrior Lucinda Prior-Palmer su Killaire Sue Hatherly su Monacle II Christopher Collins su Gamble                                    | Francia Thierry Touzaint su Griboille C Armand Bigot su Gamin du Bois Thierry Lacour su Sertorius Edoaurd Decharme su Frisson A                             |
| 1981 | Horsens            | Regno Unito Lizzie Purbrick su Peter the Great Sue Benson su Gemma Jay Richard Meade su Kilcashel Virginia Holgate su Priceless                    | Svizzera Josef Burger su Beaujour de Mars Josef Räber su Benno II Hansueli Schmutz su Oran Ernst Baumann su Baron                                                     | Polonia Miroslaw Slusarczyk su Ekran Krzysztof Rafalak su Djak Jan Lipczynski su Elektron Miroslaw Szlapka su Erywan                                        |
| 1983 | Frauenfeld         | Svezia Christian Persson su Joel Göran Breisner su Ultimus xx Sven Ingvarsson su Doledo Jeanette Ullsten su Noir                                   | Regno Unito Lucinda Prior-Palmer su Regal Realm Virginia Holgate su Night Cap Lorna Clarke su Danville Diana Clapham su Windjammer                                    | Francia Pascal Morvillers su Gulliver B Thierry Lacour su Hymen de la Cour Marie-Christine Duroy su Harley Patrick Marquebielle su Flamenco III             |
| 1985 | Burghley           | Regno Unito Virginia Holgate su Priceless Lorna Clarke su Myross Ian Stark su Oxford Blue Lucinda Green su Regal Realm                             | Francia Jean Teulere su Godelureau Vincent Berthet su Kopino Marie-Christine Duroy su Harley Pascal Morvillers su Gulliver B                                          | Germania Ovest Christoph Wagner su Phillip Jürgen Blum su Frosty Bay Ralf Ehrenbrink su Bettina Claus Erhorn su Fair Lady                                   |
| 1987 | Luhmühlen          | Regno Unito Virginia Leng su Night Cap Ian Stark su Sir Wattie Rachel Hunt su Aloaf Lucinda Green su Shannagh                                      | Germania Ovest Wolfgang Mengers su Half Moon Bay Ralf Ehrenbrink su Uncle Toss Claus Erhorn su Justyn Thyme Jürgen Blum su Frosty Bay                                 | Francia Thierry Lacour su Hymen de la Cour Didier Seguret su Jovial E Vincent Berthet su Jet Crub Pascal Morvillers su Jacquet                              |
| 1989 | Burghley           | Regno Unito Rodney Powell su The Irishman II Ian Stark su Glenburnie Virginia Leng su Master Craftsman Lorna Clarke-Sutherland su Fearliath Mor    | Paesi Bassi Eddy Stibbe su Bristols Autumn Fantasy Fiona van Tuyll su Just a Gamble Mandy Stibbe-Jeakins su Bristols Autumn Bronze                                    | Irlanda Melanie Duff su Rathlin Joe Olivia Holohan su Rusticus Eric Horgan su Homer Joe McGowan su Private Deal                                             |
| 1991 | Punchestown        | Gran Bretagna Ian Stark su Glenburnie Richard Walker su Jacana Karen Straker su Get Smart Mary Thomson su King William                             | Irlanda Sonya Duke su Bright Imp Olivia Holohan su Buket Jeremy Spring su Holy Smoke Fiona Wentges su Oliver                                                          | Francia Jean-Jacques Boisson su Oscar de la Loge Didier Mayoux su Maryland II Jean Teulere su Orvet de Bellaing Didier Seguret su Newlot                    |
| 1993 | Achselschwang      | Svezia Lars Christensson su One Way Fredrik Bergendorff su Michaelmas Day Erik Duvander su Right On Time Anna Hermann su Mr Punch                  | Francia Jean Teulere su Orvet de Bellai Michel Bouquet su Newport Didier Seguret su Newlot Jean-Lou Bigot su Twist la Beige                                           | Irlanda Susan Shortt su Menana Sonya Rowe su Bright Imp Sally Corscadden su Cageodore Eric Smiley su Enterprise                                             |
| 1995 | Pratoni del Vivaro | Gran Bretagna Charlotte Bathe su The Cool Customer Kristina Gifford su Midnight Blue William Fox-Pitt su Cosmopolitan Mary King su King William    | Francia Gilles Pons su Ramdame Rodolphe Scherer su Urane de Pins Didier Willefert su Seducteur Biolay Jean-Lou Bigot su Twist la Beige                                | Irlanda Mark Barry su Collongues Virginia McGrath su Yellow Earl Eric Smiley su Enterprise Lucy Thompson su Welton Romance                                  |
| 1997 | Burghley           | Gran Bretagna Christopher Bartle su Word Perfect II Ian Stark su Arakai Mary King su Rusty William Fox-Pitt su King William                        | Svezia Sivert Jonsson su Jumping Jet Pack Magnus Österlund su Master Mind Paula Törnqvist su Monaghan Anna Hermann su Home Run II                                     | Francia Jean Teulere su Rodosto Frédéric de Romblay su Rosendael Marie-Christine Duroy su Summer Song Jean-Lou Bigot su Twist la Beige                      |
| 1999 | Luhmühlen          | Gran Bretagna Kristina Gifford su The Gangster II Jeanette Brakewell su Over To You Ian Stark su Jaybee Pippa Funnell su Supreme Rock              | Germania Peter Thomsen su Warren Gorse Herbert Blöcker su Chicol Nele Hagener su Little McMuffin Bodo Battenberg su Sam the Man                                       | Belgio Virginie Caulier su Kiona Kurt Heyndrickx su Archimedes Carl Bouckaert su Welton Molecule Constantin Van Rijckevorsel su Otis                        |
| 2001 | Pau                | Gran Bretagna Leslie Law su Shear H2O Jeanette Brakewell su Over To You William Fox-Pitt su Stunning Pippa Funnell su Supreme Rock                 | Francia Rodolphe Scherer su Quack Denis Mesples su Vanpire Frédéric de Romblay su Baba Au Rhum Didier Courrèges su Debat D'Estruval                                   | Italia Fabio Fani Ciotti su Down Town Brown Andrea Verdina su Donnizetti Marco Biasia su Ecu Fabio Magni su Cool'n                                          |
| 2003 | Punchestown        | Gran Bretagna Jeanette Brakewell su Over To You William Fox-Pitt su Moon Man Leslie Law su Shear l'Eau Pippa Funnell su Walk On Star               | Francia Jean-Luc Force su Crocus Jacob Jean Teulere su Hobby du Mée Arnaud Boiteau su Expo du Moulin Nicolas Touzaint su Galan de Sauvagère                           | Belgio Karin Donckers su Gormley Carl Bouckaert su Welton Molecule Dolf Desmedt su Bold Action Constantin Van Rijckevorsel su Withcote Nellie               |
| 2005 | Blenheim           | Gran Bretagna Zara Phillips su Toytown William Fox-Pitt su Tamarillo Jeanette Brakewell su Over To You Leslie Law su Shear l'Eau                   | Francia Arnaud Boiteau su Expo du Moulin Didier Willefert su Escape Lane Mili Gilles Viricel su Blakring Mili Nicolas Touzaint su Hidalgo de l'Ile                    | Germania Frank Ostholt su Air Jordan Hinrich Romeike su Marius Anna Warnecke su Twinkle Bee Bettina Hoy su Ringwood Cockatoo                                |
| 2007 | Pratoni del Vivaro | Gran Bretagna Oliver Townend su Flint Curtis Daisy Dick su Spring Along Zara Phillips su Toytown Mary King su Call Again Cavalier                  | Francia Arnaud Boiteau su Expo du Moulin Didier Dhennin su Ismene du Temple Eric Vigeanel su Coronado Prior Nicolas Touzaint su Galan de Sauvagère                    | Italia Susanna Bordone su Ava Fabio Magni su Southern King V Roberto Rotatori su Irham de Vaiges Vittoria Panizzon su Rock Model                            |
| 2009 | Fontainebleau      | Gran Bretagna Kristina Cook su Miners Frolic William Fox-Pitt su Idalgo du Donjon Nicola Wilson su Opposition Buzz Oliver Townend su Flint Curtis  | Italia Roberto Rotatori su Irham de Vaiges Juan Carlos García su Iman du Golfe Stefano Brecciaroli su Oroton Susanna Bordone su Blue Moss                             | Belgio Karin Donckers su Gazelle de la Brasserie Joris Vanspringel su Bold Action Virginie Caulier su Kilo Constantin Van Rijckevorsel su Our Vintage       |
| 2011 | Luhmühlen          | Germania Michael Jung su Sam Sandra Auffarth su Opgun Louvo Ingrid Klimke su Butts Abraxxas Andreas Dibowski su Fantasia                           | Francia Donatien Schauly su Ocarina du Chanois Nicolas Touzaint su Neptune De Sartene Stanislas de Zuchowicz su Quirinal de la Bastide Pascal Leroy su Minos de Petra | Gran Bretagna William Fox-Pitt su Cool Mountain Piggy French su Jakata Nicola Wilson su Opposition Buzz Mary King su Imperial Cavalier                      |
| 2013 | Malmö              | Germania Michael Jung su Halunke Ingrid Klimke su Escada Dirk Schrade su Hop and Skip Andreas Dibowski su Butts Avedon                             | Svezia Niklas Lindbäck su Mister Pooh Ludwig Svennerstål su Shamwari Frida Andersen su Herta Sara Algotsson-Ostholt su Reality                                        | Francia Nicolas Touzaint su Lesbos Donatien Schauly su Séculaire Karim Laghouag su Punch de l'Esques Astier Nicolas su Piaf de b'Neville                    |
| 2015 | Blair Castle       | Germania Michael Jung su Takinou Sandra Auffarth su Opgun Louvo Ingrid Klimke su Hale Bob Dirk Schrade su Hop and Skip                             | Gran Bretagna Kitty King su Persimmon Pippa Funnell su Sandman Nicola Wilson su One Two Many William Fox-Pitt su Bay My Hero                                          | Francia Thibaut Vallette su Qing du Briot Mathieu Lemoine su Bart L JRA Thomas Carlile su Sirocco du Gers Karim Laghouag su Entebbe                         |
| 2017 | Strzegom           | Gran Bretagna Kristina Cook su Billy the Red Nicola Wilson su Bulana Rosalind Canter su Allstar B Oliver Townend su Cooley SRS                     | Svezia Sara Algotsson-Ostholt su Reality Louise Svensson Jahde su Utah Sun Niklas Lindback su Focus Filiocus Ludvig Svennerstål su Paramount Importance               | Italia Pietro Roman su Barraduff Pietro Sandei su Rubis de Prere Vittoria Panizzon su Chequers Play the Game Arianna Schivo su Quefira de l'Ormeau          |
| 2019 | Luhmühlen          | Germania Ingrid Klimke su Hale Bob Michael Jung su Chipmunk Andreas Dibowski su Corrida Kai Rüder su Colani Sunrise                                | Gran Bretagna Oliver Townend su Cooley Master Class Piggy French su Quarrycrest Echo Pippa Funnell su Majas Hope Kristina Cook su Billy the Red                       | Svezia Ludvig Svennerstål su El Kazir Louise Romeike su Waikiki Malin Josefsson su Golden Midnight Niklas Lindback su Focus Filiocus                        |
| 2021 | Avenches           | Gran Bretagna Nicola Wilson su Dublin Piggy March su Brookfield Innocent Kitty King su Vendredi Biats Rosalind Canter su Allstar B                 | Germania Michael Jung su Wild Wave Ingrid Klimke su Hale Bob Anna Siemer su Avondale Andreas Dibowski su Corrida                                                      | Svezia Sara Algotsson Ostholt su Chicuelo Malin Josefsson su Golden Midnight Malin Petersen su Charly Brown Christoffer Forsberg su Hippo's Sapporo         |
| 2023 | Haras du Pin       | Gran Bretagna Laura Collett su London52 Yasmin Ingham su Banzai Du Loir Kitty King su Vendredi Biats Rosalind Canter su Lordships Gaffalo          | Germania Michael Jung su Fischerchipmunk Frh Sandra Auffarth su Viamant Du Matz Christoph Wahler su Carjatan S Malin Hansen-Hotopp su Carlitos Quidditch K            | Francia Nicolas Touzaint su Absolut Gold Hdc Stephane Landois su Ride For Thais Chaman Gaspard Maksud su Zaragoza Karim Florent Laghouag su Triton Fontaine |

## Medagliere complessivo
- Aggiornato al campionato di Haras du Pin 2023.

| Posizione | Paese            | Oro | Argento | Bronzo | Totale |
| --------- | ---------------- | --- | ------- | ------ | ------ |
| 1         | Regno Unito      | 44  | 27      | 19     | 90     |
| 2         | Germania         | 12  | 18      | 15     | 45     |
| 3         | Unione Sovietica | 4   | 5       | 1      | 10     |
| 4         | Francia          | 3   | 9       | 11     | 23     |
| 5         | Irlanda          | 3   | 4       | 7      | 14     |
| 6         | Svezia           | 2   | 5       | 6      | 13     |
| 7         | Svizzera         | 2   | 1       | 1      | 4      |
| 8         | Polonia          | 1   | 0       | 1      | 2      |
| 9         | Danimarca        | 1   | 0       | 0      | 1      |
| 10        | Italia           | 0   | 1       | 3      | 4      |
| 11        | Paesi Bassi      | 0   | 1       | 1      | 2      |
| 12        | Belgio           | 0   | 0       | 3      | 3      |
| 13        | Spagna           | 0   | 0       | 1      | 1      |
| Totale    | Totale           | 72  | 71      | 69     | 212    |